# Jörg Kunze (Handballspieler)
Jörg Kunze (* 20. März 1968 in Clausthal-Zellerfeld) ist ein ehemaliger deutscher Handballnationalspieler.

## Karriere
Kunze begann mit dem Handball in Wilhelmsfeld im Odenwald. Später ging er dann nach Leutershausen an der Bergstraße zur SG Leutershausen. Mit der A-Jugend wurde er 1987 deutscher Meister und mit der Bundesligamannschaft im Jahr 1992 Deutscher Vizemeister. Als Leutershausen 1995 abstieg, wechselte Kunze zum TV Großwallstadt, wo er bis 2001 spielte. Danach ging er für zwei Jahre zur SG Flensburg-Handewitt und anschließend für zwei Saisons wieder zurück nach Großwallstadt. Zur Saison 2005/06 wechselte er zur HBW Balingen-Weilstetten, und führte den Verein in die erste Bundesliga. Während der Saison 2006/07 häuften sich die (altersbedingten) Verletzungen und so beendeten beide Seiten das Vertragsverhältnis nach der Hinrunde. 2007/08 trainierte er in der Regionalliga den TV Hemsbach und spielte danach noch bei der SG Hohensachsen bis 2011 in der badischen Landesliga.
Insgesamt bestritt Kunze 420 Bundesligaspiele, in denen er 1100 Tore erzielte, sowie 80 Spiele für die deutsche Handballnationalmannschaft.
Nach dem Abitur schloss Kunze eine Ausbildung zum Bankkaufmann ab.

## Erfolge
- 1987 Deutscher Meister mit der SG Leutershausen (A-Jugend)
- 1992 Deutscher Vizemeister mit der SG Leutershausen
- 2003 Deutscher Pokalsieger mit der SG Flensburg-Handewitt
- Olympische Spiele 2000 in Sydney: 5. Platz
- Handball-Weltmeisterschaft 2001 in Frankreich: 8. Platz
- Handball-Weltmeisterschaft 1995 in Island: 4. Platz
- Handball-Weltmeisterschaft 1993 in Schweden: 6. Platz
- Euro-City-Cup-Sieger mit dem TV Großwallstadt im Jahr 2000